# Иманюъл (окръг, Джорджия)
Окръг Иманюъл (на английски: Emanuel County) е окръг в щата Джорджия, Съединени американски щати. Площта му е 1787 km², а населението - 22 107 души. Административен център е град Суейнбъро.